# Sven Wilskman
Sven Wilskman född den 23 maj 1716 på Uddetorp nära Skara, död den 15 april 1797 i Skövde, var en svensk präst och historisk skriftställare, tillhörande en släkt som tagit sitt namn efter Vilske härad i Västergötland. Till samma släkt hörde Ivar och Atle Wilskman.
Wilskman blev student vid Uppsala universitet 1734 och filosofie magister 1743, gymnasieadjunkt i Skara 1745 och prästvigd samma år, konsistorienotarie där 1751, rektor vid Skara trivialskola 1754, lektor i historia vid Skara gymnasium 1757 och rektor vid detta läroverk 1760. Han fick fullmakt på Fredsbergs pastorat 1763, vilket han tillträdde följande år, utnämndes till teologie doktor 1772 och blev 1774 kontraktsprost i Norra Vadsbo. Efter erhållen tjänstefrihet bosatte han sig 1787 i Skövde. 
Wilskman ansågs för en utmärkt lärare och var en nitisk församlingsherde. Han utarbetade Swea rikes ecclesiastìque wärk, i alphabetisk ordning sammandragit utur lag och förordningar (1760; 2:a upplagan, 2 delar, 1781-82), ett synnerligen insiktsfullt och grundligt arbete. Första upplagan tillägnades ständerna, vilka "lysa så klart på den Swenska Regimentshimmeln, både til Gagn och Namn, at glantzen deraf utbreder sig öfwer hela Mannahem". Dessutom utgav han flera smärre historiska skrifter och efterlämnade i manuskript förtjänstfulla samlingar till Skara stifts historia med mera.